# TJ Jiskra Domažlice
TJ Jiskra Domažlice je fotbalový klub z Domažlic hrající Českou fotbalovou ligu. 
Mezi největší úspěchy Jiskry se řadí vítězství v soutěži Divize A v sezoně 2010/2011 a vítězství v ČFL skupině A v sezoně 2022/2023. Je také několikanásobným účastníkem osmifinále MOL Cupu.
Rezerva Jiskry Domažlice se nazývá Benfika a je účastníkem Divize A.

## Historie
Fotbalovými předchůdci byly kluby SK Šumava (založen 1908, původně orientován na silové sporty) a Sněhaři Domažlice (založený roku 1912, původně jako lyžařský klub). První světová válka utlumila sportovní činnost a tak se první vzájemné fotbalové utkání obou klubů hrálo v roce 1922.
Klub SK Domažlice vznikl v roce 1939 sloučením domažlických fotbalových klubů Sněhaři a Šumavan. Klubové barvy odpovídaly městským barvám Domažlic, tj. modrá a bílá.
V 50. letech 20. století byl klub součástí DSO (dobrovolná sportovní organizace) Jiskra, která měla sdružovat v tělovýchovných jednotách zaměstnance textilního, kožařského, sklářského a chemického průmyslu, nesl název TJ Jiskra Domažlice. Součást názvu Jiskra se v domažlickém klubu uchovala uchovala i v dalším období.

## Soupiska
| #  | Pozice | Hráč              |
| -- | ------ | ----------------- |
| 1  | B      | Lukáš Brych       |
| 4  | O      | Jakub Teršl       |
| 6  | Z      | Petr Mužík        |
| 7  | Z      | Martin Kapolka    |
| 8  | O      | Ondřej Oravec     |
| 9  | Z      | Karel Jahn        |
| 11 | Z      | Vojtěch Černý     |
| 12 | Ú      | Jan Zajíček       |
| 13 | O      | Martin Rychnovský |
| 14 | O      | Radim Řezník      |
| 16 | Z      | Petr Došlý        |

| #  | Pozice | Hráč             |
| -- | ------ | ---------------- |
| 18 | Z      | Kryštof Pavlík   |
| 19 | Ú      | František Dvořák |
| 21 | O      | Václav Svoboda   |
| 23 | Z      | Matyáš Kodýdek   |
| 24 | O      | Adam Čihák       |
| 26 | O      | Václav Procházka |
| 27 | O      | Stefan Fedak     |
| 30 | B      | Andrii Cherepko  |
| 33 | B      | Dominik Daněk    |
| 71 | Z      | Jonáš Vais       |

## Umístění v jednotlivých sezonách
Stručný přehled
- 2004–2007: Přebor Plzeňského kraje
- 2007–2011: Divize A
- 2011–2019: Česká fotbalová liga
- 2019–: Česká fotbalová liga – sk. A

Jednotlivé ročníky
Legenda: Z - zápasy, V - výhry, R - remízy, P - porážky, VG - vstřelené góly, OG - obdržené góly, +/- - rozdíl skóre, B - body, červené podbarvení - sestup, zelené podbarvení - postup, fialové podbarvení - reorganizace, změna skupiny či soutěže
| Česko (2004– ) |                              |        |    |    |    |    |    |    |     |    |        |
| Sezóny         | Liga                         | Úroveň | Z  | V  | R  | P  | VG | OG | +/- | B  | Pozice |
| 2004/05        | Přebor Plzeňského kraje      | 5      | 30 | 10 | 13 | 7  | 47 | 38 | +9  | 43 | 7.     |
| 2005/06        | Přebor Plzeňského kraje      | 5      | 30 | 13 | 6  | 11 | 46 | 62 | -16 | 45 | 6.     |
| 2006/07        | Přebor Plzeňského kraje      | 5      | 30 | 17 | 7  | 6  | 65 | 39 | +26 | 58 | 1.     |
| 2007/08        | Divize A                     | 4      | 30 | 12 | 5  | 13 | 53 | 53 | 0   | 41 | 8.     |
| 2008/09        | Divize A                     | 4      | 30 | 14 | 4  | 12 | 52 | 49 | +3  | 46 | 6.     |
| 2009/10        | Divize A                     | 4      | 30 | 13 | 4  | 13 | 47 | 43 | +4  | 43 | 6.     |
| 2010/11        | Divize A                     | 4      | 30 | 20 | 6  | 4  | 66 | 37 | +29 | 6  | 1.     |
| 2011/12        | Česká fotbalová liga         | 3      | 34 | 15 | 5  | 14 | 65 | 50 | +15 | 50 | 6.     |
| 2012/13        | Česká fotbalová liga         | 3      | 34 | 18 | 5  | 11 | 81 | 52 | +29 | 59 | 4.     |
| 2013/14        | Česká fotbalová liga         | 3      | 34 | 15 | 7  | 12 | 51 | 45 | +6  | 52 | 8.     |
| 2014/15        | Česká fotbalová liga         | 3      | 34 | 18 | 9  | 7  | 71 | 39 | +32 | 68 | 2.     |
| 2015/16        | Česká fotbalová liga         | 3      | 36 | 18 | 7  | 11 | 64 | 54 | +10 | 6  | 6.     |
| 2016/17        | Česká fotbalová liga         | 3      | 34 | 14 | 6  | 14 | 62 | 54 | +8  | 51 | 9.     |
| 2017/18        | Česká fotbalová liga         | 3      | 34 | 17 | 6  | 11 | 92 | 58 | +34 | 61 | 4.     |
| 2018/19        | Česká fotbalová liga         | 3      | 32 | 15 | 8  | 9  | 59 | 42 | +17 | 59 | 5.     |
| 2019/20        | Česká fotbalová liga – sk. A | 3      | 16 | 7  | 1  | 8  | 31 | 29 | +2  | 2  | 9.     |
| 2020/21        | Česká fotbalová liga – sk. A | 3      | 7  | 6  | 0  | 1  | 24 | 9  | +15 | 18 | 2.     |
| 2021/22        | Česká fotbalová liga – sk. A | 3      | 28 | 13 | 7  | 8  | 50 | 38 | +12 | 46 | 4.     |
| 2022/23        | Česká fotbalová liga – sk. A | 3      | 30 | 19 | 8  | 3  | 58 | 33 | +25 | 65 | 1.     |
| 2023/24        | Česká fotbalová liga – sk. A | 3      | 30 | 20 | 4  | 6  | 66 | 26 | +40 | 64 | 2.     |
| 2024/25        | Česká fotbalová liga – sk. A | 3      | 30 | 19 | 6  | 5  | 68 | 33 | +35 | 63 | 1.     |

Poznámky:
- 2019/20: Sezona nedohrána kvůli kvůli pandemii COVID-19.
- 2020/21: Sezona nedohrána kvůli kvůli pandemii COVID-19.

## TJ Jiskra Domažlice „B“
TJ Jiskra Domažlice „B“ je rezervním týmem TJ Jiskra Domažlice, hraje Divizi A (4. nejvyšší soutěž).
Stručný přehled
- 2012–2022: Přebor Plzeňského kraje
- 2022–: Divize A

Jednotlivé ročníky
Legenda: Z - zápasy, V - výhry, R - remízy, P - porážky, VG - vstřelené góly, OG - obdržené góly, +/- - rozdíl skóre, B - body, červené podbarvení - sestup, zelené podbarvení - postup, fialové podbarvení - reorganizace, změna skupiny či soutěže
| Česko (2012– ) |                         |        |    |    |    |    |    |    |     |    |        |
| Sezóny         | Liga                    | Úroveň | Z  | V  | R  | P  | VG | OG | +/- | B  | Pozice |
| 2012/13        | Přebor Plzeňského kraje | 5      | 30 | 9  | 8  | 13 | 48 | 67 | -19 | 39 | 10.    |
| 2013/14        | Přebor Plzeňského kraje | 5      | 30 | 11 | 8  | 11 | 55 | 54 | +1  | 4  | 7.     |
| 2014/15        | Přebor Plzeňského kraje | 5      | 30 | 8  | 10 | 12 | 43 | 49 | -6  | 39 | 10.    |
| 2015/16        | Přebor Plzeňského kraje | 5      | 30 | 16 | 3  | 11 | 68 | 40 | +28 | 51 | 4.     |
| 2016/17        | Přebor Plzeňského kraje | 5      | 30 | 19 | 5  | 6  | 75 | 31 | +44 | 63 | 2.     |
| 2017/18        | Přebor Plzeňského kraje | 5      | 28 | 18 | 3  | 7  | 75 | 30 | +45 | 59 | 2.     |
| 2018/19        | Přebor Plzeňského kraje | 5      | 30 | 15 | 6  | 9  | 78 | 44 | +34 | 54 | 4.     |
| 2019/20        | Přebor Plzeňského kraje | 5      | 16 | 11 | 3  | 2  | 43 | 18 | +25 | 37 | 1.     |
| 2020/21        | Přebor Plzeňského kraje | 5      | 8  | 8  | 0  | 0  | 27 | 4  | +23 | 24 | 1.     |
| 2021/22        | Přebor Plzeňského kraje | 5      | 30 | 22 | 6  | 2  | 90 | 23 | +67 | 7  | 1.     |
| 2022/23        | Divize A                | 4      | 30 | 13 | 4  | 13 | 56 | 50 | +6  | 43 | 10.    |
| 2023/24        | Divize A                | 4      | 30 | 9  | 4  | 17 | 44 | 60 | -16 | 31 | 14.    |
| 2024/25        | Divize A                | 4      | 30 | 7  | 5  | 18 | 38 | 75 | -37 | 26 | 14.    |

Poznámky:
- 2019/20: Sezona nedohrána kvůli kvůli pandemii COVID-19.
- 2020/21: Sezona nedohrána kvůli kvůli pandemii COVID-19.

## Fotogalerie

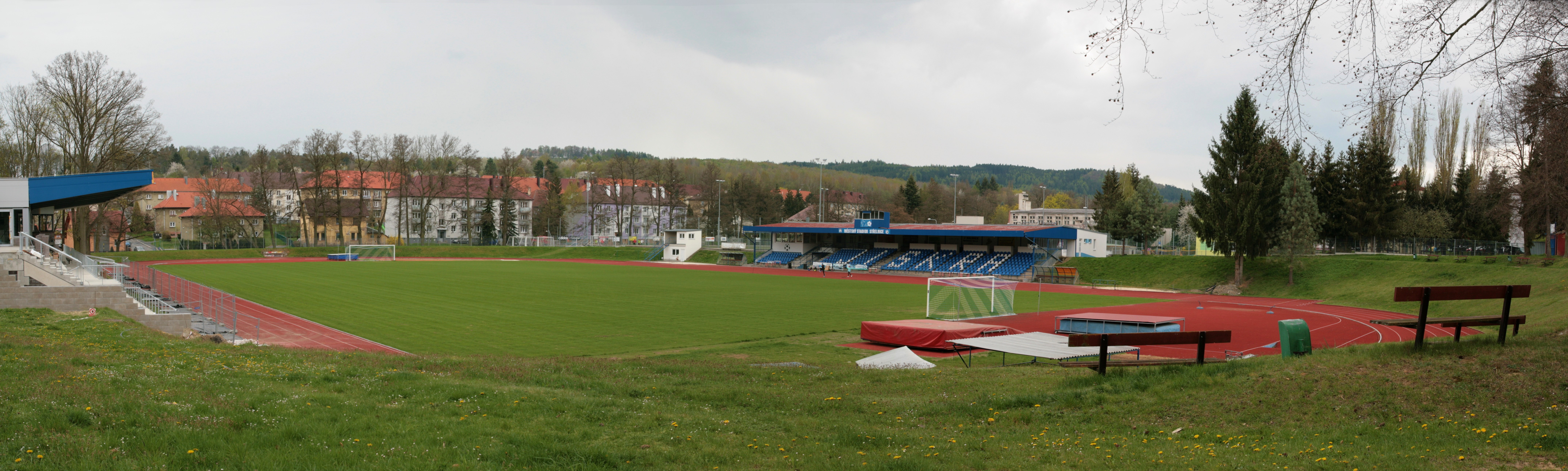
Panoramatický pohled na stadión
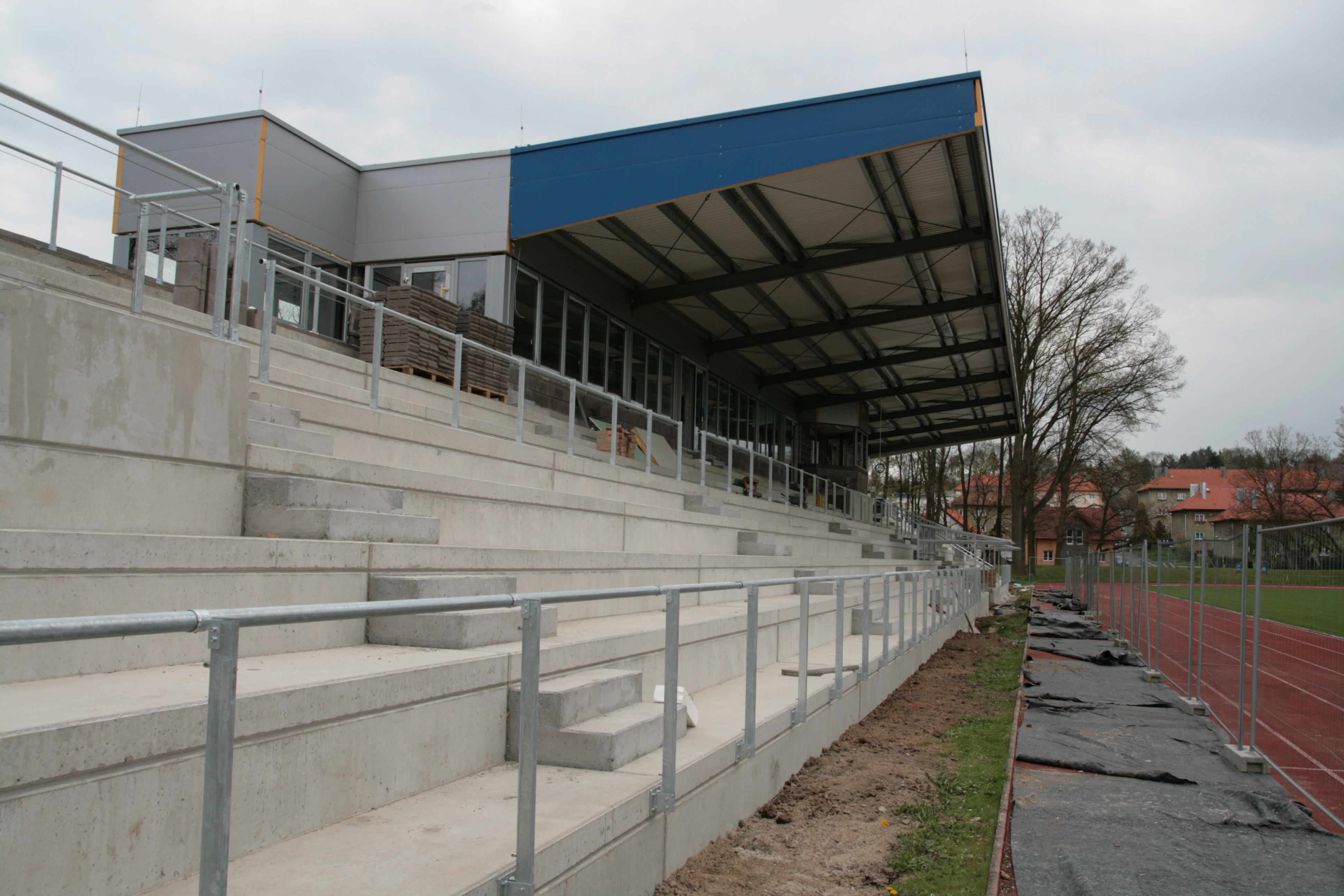
Východní tribuna stadiónu před dokončením
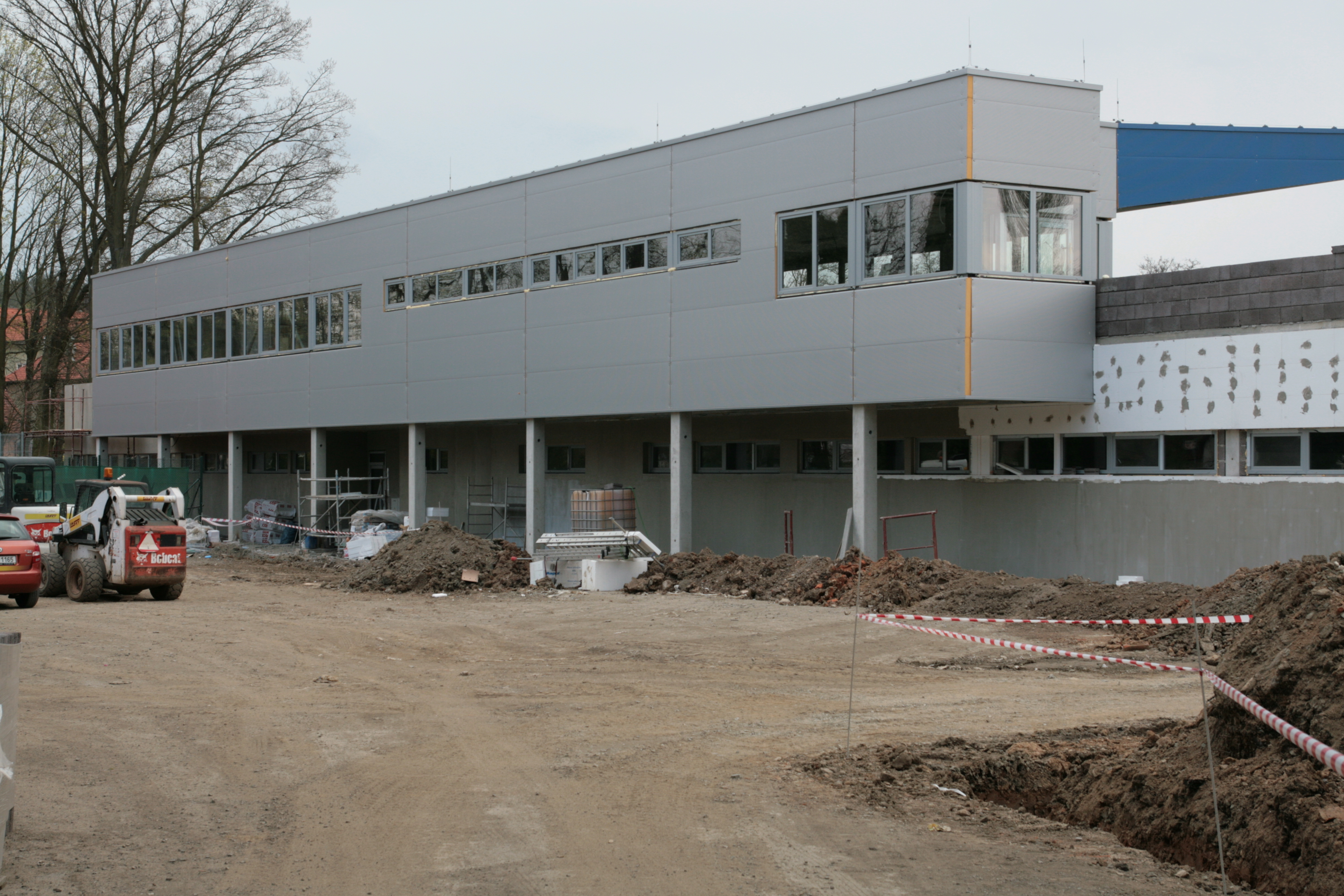
Pohled na rozestavěnou východní tribunu z venku